# 6475 Рефуджум
6475 Рефуджум (6475 Refugium) — астероїд головного поясу, відкритий 29 вересня 1987 року.
Тіссеранів параметр щодо Юпітера — 3,171.